# Terex

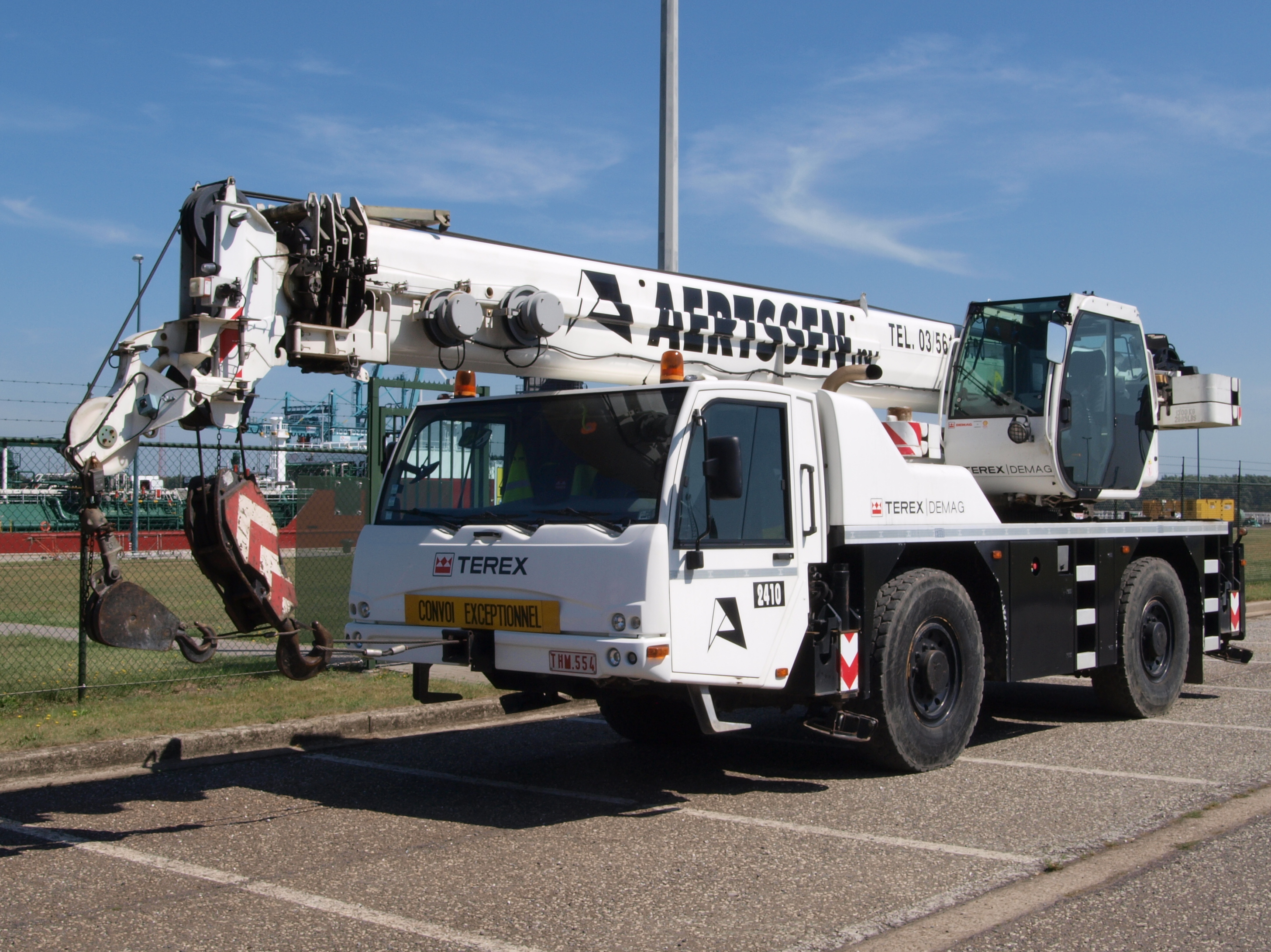
Terex Mobilkran

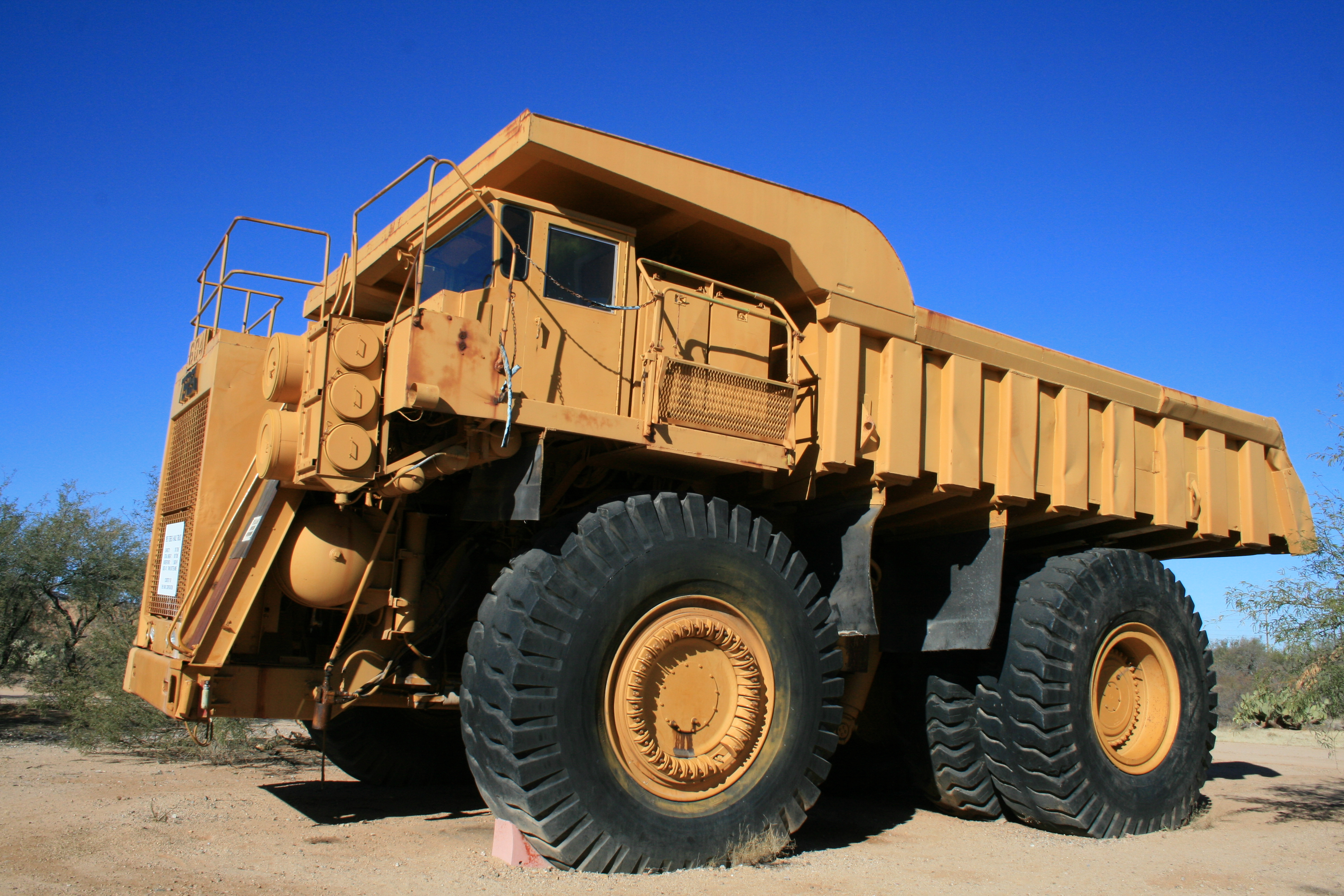
Großmuldenkipper Terex 33-15 in einem Museum in Sahuarita

Terex ist ein US-amerikanischer Hersteller von Baumaschinen mit Sitz in Westport, Connecticut. Der Konzern arbeitet in fünf Unternehmenssegmenten: Hubarbeitsbühnen, Baumaschinen, Krane, Materialaufbereitung und Bergbau sowie Straßenbau.
Das Unternehmen besitzt eine Vielzahl von Namensrechten, die nach und nach unter der Marke Terex konsolidiert werden sollen. Terex ist einer der größten Baumaschinenhersteller der Welt. Das Wachstum erfolgte vor allem über den Aufkauf von in Zahlungsschwierigkeiten geratenen kleineren Baumaschinenherstellern, aber auch anderen Gelegenheiten, in Deutschland z. B. Atlas sowie Schaeff, Fuchs und verschiedenen Demag-Teilen.

## Geschichte

### Anfänge
Terex war ursprünglich eine von General Motors (GM) geschaffene Marke für Baumaschinen. Die Marke wurde 1970 eingeführt und stellt ein Kofferwort aus den lateinischen Begriffen „terra“ (Erde) und „rex“ (König) da. Während der wirtschaftlichen Rezession in den 1980er Jahren verkaufte GM Terex 1981 an die deutsche IBH-Holding. Nach dem Bankrott der IBH fiel Terex 1983 wieder an GM zurück. 1987 wurde Koehring übernommen. 1991 erfolgte die Börsennotierung an der NYSE. Im Jahr darauf wurde der Gabelstaplerhersteller Clark Material Handling Company (CMHC) von der Clark Equipment Company übernommen. CMHC wurde bereits 1996 wieder verkauft. Käufer war das Management von CMHC.

### Expansion
1999 kaufte Terex den Hersteller von Brech- und Siebanlagen Powerscreen auf.
Im Jahr 2001 übernahm man den Hersteller von Baggerladern Fermec vom Konkurrenten CNH Global.
Durch den Aufkauf des Demag-Werks in Zweibrücken war das Unternehmen Hersteller des CC 8800-Twin, des stärksten Raupenkranes der Welt, das Unternehmen wurde 2019 an Tadano verkauft. Ebenfalls von Terex Demag stammte der AC 1000-9 (Vorstellung auf der Bauma 2010), des stärksten Teleskopkrans der Welt, der innerhalb der gesetzlichen Achslastbegrenzung von 12 t mit Teleskopausleger verfahrbar ist.

### Konzentration auf den Hochbau
2011 erwarb Terex auch die Mehrheit an Demag Cranes, einem Hersteller von Industriekranen, das Unternehmen wurde 2016 an Konecranes weiterverkauft. Verkauft wurde hingegen 2014 das Geschäft mit Muldenkippern. Die nun Terex Trucks genannte Gesellschaft ging in den Besitz von Volvo über.
Am 11. August 2015 gab Terex bekannt, mit dem finnischen Kranhersteller Konecranes fusionieren zu wollen. Technisch gesehen, sollte dabei Konecranes Terex übernehmen. Für jede Terex-Aktie sollten die Aktionäre 0,8 Konecranes-Aktien erhalten. Das neue Unternehmen sollte als Konecranes Terex firmieren, seinen Sitz im finnischen Hyvinkää haben, 10 Milliarden US-Dollar Jahresumsatz erzielen und 32.000 Mitarbeiter beschäftigen. Die Aktien des kombinierten Unternehmens sollten an der Nasdaq Helsinki und an der New York Stock Exchange notiert werden. Terex-Chef John L. Garrison Jr. sollte das neue Unternehmen führen, während der aktuelle Verwaltungsratsvorsitzende von Konecranes, Stig Gustavson, seinen Posten bei der neuen Firma behalten sollte. Am 26. Januar 2016 gab der chinesische Baumaschinenhersteller Zoomlion Heavy Industries ein unaufgefordertes Angebot über 30 Dollar je Aktie bzw. insgesamt 3,3 Milliarden US-Dollar für Terex ab. Dies war mehr als doppelt so hoch wie der Terex-Schlusskurs am Vortag. Wie am 17. Februar 2016 von Zoomlion bekanntgegeben wurde, sollte dieser zu 60 Prozent aus einer Bankschuld finanziert werden. Wenig später gab Terex bekannt, die Fusion mit Konecranes bzw. die damit verbundene Integrationsarbeit vorerst zu stoppen.
2016 verkaufte Terex das europäische Kompaktmaschinengeschäft, inklusive des Standortes Crailsheim, für 60 Millionen USD an Yanmar. Ebenfalls Ende 2016 wurde der Verkauf der englischen Tochter, die beispielsweise Baggerlader fertigt, an Mecalac beschlossen.

## Terex Cranes
Terex Cranes umfasst das Krangeschäft mit den Marken Demag und Terex. Ehemalige Marken waren PPM, Bendini, Comedil, Fantuzzi, Ferro, American, Peiner, Franna, Changjiang, Lorain, Koehring, P&H, RO Stinger und Bantam.

## Terex in Deutschland
Terex-Tochterunternehmen sind/waren unter anderem:
Ehemalige Terex Tochterunternehmen:
- Terex Deutschland GmbH mit den Unternehmensbereichen Terex Schaeff, Noell und Terex/Fuchs, das Unternehmen wurde nach Verkauf aller seiner Töchter aufgelöst.
- Terex Cranes Germany GmbH in Zweibrücken 2019 an den japanischen Kranhersteller Tadano verkauft.
- Terex O&K wurde Anfang Februar 2010 an Bucyrus International verkauft, die seit Juli 2011 zu Caterpillar gehört, damit reichte Terex auch den weltgrößten Hydraulikbagger O&K RH 400 weiter.
- Das ehemalige Tochterunternehmen Terex-Atlas wurde nach Verlusten im zweistelligen Millionenbereich bei Terex im März 2010 verkauft und unter dem Namen Atlas Maschinen GmbH wieder selbstständig. Der Investor Fil Filipov erwarb im selben Zuge die Marke Kaelble und überführte sie als Atlas Kaelble in die Atlas Maschinen GmbH.

## Übernahmen und Marken
| Übernahme von                                | Jahr | Produkte             | Jahr der Veräußerung / Schließung |
| -------------------------------------------- | ---- | -------------------- | --------------------------------- |
| Bendini                                      | 1987 | Krane                |                                   |
| Bantam                                       | 1987 | Ladekrane            |                                   |
| Koehring                                     | 1987 | Krane                |                                   |
| PPM                                          | 1995 | Krane                |                                   |
| Bendini                                      | 1995 | Krane                |                                   |
| P&H Mining                                   | 1995 | Krane                |                                   |
| RO Stinger                                   | 1997 | Krane                |                                   |
| Payhauler                                    | 1998 | Muldenkipper         |                                   |
| Gru Comedil                                  | 1998 | Krane                |                                   |
| Peiner                                       | 1998 | Krane                |                                   |
| American Crane                               | 1998 | Krane                |                                   |
| Franna                                       | 1998 | Pick and Carry-Krane |                                   |
| O&K Mining                                   | 1998 | Großbagger           | 2010                              |
| Cedarapids                                   | 1999 | Steinbrecher         |                                   |
| Fermec                                       | 2000 | Kompaktbaumaschinen  | 2016                              |
| Atlas                                        | 2001 | Bagger               | 2010                              |
| Bid-Well                                     | 2001 | Straßenbau           |                                   |
| Ferro                                        | 2001 | Krane                |                                   |
| CMI Roadbuilding                             | 2001 | Asphaltbaumaschinen  |                                   |
| Jaques Limited                               | 2001 | Steinbrecher         |                                   |
| Genie Industries                             | 2002 | Arbeitsbühnen        |                                   |
| Demag Mobilkrane                             | 2002 | Mobilkrane           | 2019                              |
| Schaeff                                      | 2002 | Kompaktbaumaschinen  | 2016                              |
| Tatra                                        | 2002 | LKW                  | 2006                              |
| Advance Mixer                                | 2002 | Betonmischer         |                                   |
| Fuchs                                        | 2002 | Umschlagbagger       |                                   |
| Pacific Utility Equipment                    | 2002 |                      |                                   |
| ASV                                          | 2008 | Kompaktlader         |                                   |
| Fantuzzi                                     | 2009 | Hafenkrane           |                                   |
| Noell Mobile Systems                         | 2009 | Portalhubwagen       |                                   |
| Shandong Topower Heavy Machinery Corporation | 2010 | Krane                | 2017                              |
| Demag Cranes                                 | 2011 | Industriekrane       | 2017                              |